# Almog (Vorname)
Almog (hebräisch: אַלְמוֹג) ist ein weiblicher und männlicher Vorname.

## Herkunft und Bedeutung
Der Name bedeutet im Hebräischen Koralle.

## Bekannte Namensträger
- Almog Cohen (* 1988), israelischer Fußballspieler